# Riserva naturale orientata Serre di Ciminna
La riserva naturale orientata Serre di Ciminna è un'area naturale protetta situata nel comune di Ciminna, nella città metropolitana di Palermo ed è stata istituita nel 1997.

## Territorio
Le Serre di Ciminna sono un rilievo di gessi selenitici messiniani, oltre a ciò la riserva è per interessante per le strutture carsiche e tettoniche, per la flora delle pareti gessose e per l'avifauna. Comprende numerose doline, un importante inghiottitoio e altre piccole grotte di origine gravitativa.

## Flora
Il paesaggio vegetale della riserva è dato dall'alternanza di ambienti di prateria, gariga, macchia e vegetazione rupestre.
Sul versante nord-orientale della riserva prevale la prateria ad ampelodesma (Ampelodesmos mauritanicus), cui si associano diverse altre specie come il barboncino mediterraneo (Cymbopogon hirtus), la scilla marina (Urginea maritima), l'asfodeline dorata (Asphodeline lutea), l'eleoselino (Elaeoselinum asclepium), la sulla (Hedysarum coronarium), l'asfodelo (Asphodelus microcarpus) e la ferula (Ferula communis). In primavera è possibile osservare la fioritura di diverse specie di orchidee selvatiche tra cui Ophrys lutea, Ophrys speculum, Ophrys bertolonii, Orchis anthropophora, Orchis italica, Anacamptis papilionacea e Serapias vomeracea.
La vegetazione degli ambienti di macchia-gariga è rappresentata da arbusti come l'olivastro (Olea europaea var. sylvestris), l'assenzio arbustivo (Artemisia arborescens), il sommacco siciliano (Rhus coriaria), il teucrio arbustivo (Teucrium fruticans), la ginestra spinosa (Calicotome villosa) e la ginestra odorosa (Spartium junceum).
Il paesaggio delle zone rupestri è caratterizzato dai cuscini di euforbia arborea (Euphorbia dendroides) e da altre specie xerofile come l'assenzio arbustivo, il teucrio arbustivo, l'euforbia di Bivona (Euphorbia bivonae), la vedovina delle scogliere (Scabiosa cretica) e la borracina arrossata (Sedum rubens).
Tra gli endemismi meritano una menzione la violacciocca siciliana (Erysimum metlesicsii) e la scilla di Cupani (Scilla cupanii), che fiorisce tra aprile e maggio nella parte sommitale delle Serre.

## Fauna
Nel territorio sottostante alle pareti rocciose delle Serre sono presenti alcuni mammiferi quali l'istrice (Hystrix cristata), simbolo della riserva, la volpe (Vulpes vulpes) il coniglio selvatico (Oryctolagus cuniculus), la lepre, il riccio, il gatto selvatico, la donnola.

I costoni rocciosi delle Serre offrono ospitalità ad alcune specie di uccelli rapaci tra cui la poiana (Buteo buteo), il gheppio (Falco tinnunculus) ed il lanario (Falco biarmicus); tra le specie dell'avifauna merita una menzione anche la coturnice siciliana (Alectoris graeca whitakeri).

## Strutture ricettive
La Riserva è visitabile tutto l'anno. Non sono ancora state attivate strutture ricettive per i visitatori.
Per informazioni:
- Provincia Regionale di Palermo Tel. 091 6628274 - 6628303
- Comune di Ciminna (Pro-loco, Ufficio Informazioni turistiche) Tel. 327.6697781 - 091 8204220 - 0918293300